# ブラーネ・ポーレ
ブラーネ・ポーレ（ウクライナ語：Бра́не По́ле；意訳：「戦場ヶ原」）は、ウクライナのキーウ州ビーラ・ツェールクヴァ地区にある村。1594年に創建された。面積は約2.3km²（2005年）。人口は689人（2005年）。